# Шеболдаєв Василь Валентинович
Шеболдаєв Василь Валентинович (25 лютого 1852 — 1 серпня 1900) — земський лікар Конотопського повіту Чернігівської губернії, титулярний радник, хірург, громадський діяч педагог, науковець, засновник нових напрямків у медицині.
Він одним з перших в Російській імперії почав вести статистику захворюваності, а також використав революційні методи в хірургії черевної порожнини. Шеболдаєв вважається засновником сільських дитячих ясел.

## Біографія
Народився 25 лютого 1852 року в Харківській губернії, в міщанській родині.
У 1873 року автором першої своєї наукової статті. У співавторстві.
У 1876 році закінчує медичний факультет Київського університету святого Володимира.
З 1876 по 1877 роки працює у Військовому тимчасовому шпиталі № 64.
З 1877 по 1878 роки як військовий лікар бере участь у Російсько-Турецькій війні.
З 1879 по 1885 роки — земський лікар, завідувач лікарнею в місті Батурин Конотопського повіту.
З 1885–1900 роки — старший (головний) лікар і завідувач хірургічним відділенням Чернігівської губернської земської лікарні.
Помер 1 серпня 1900 року в місті Чернігів .

## Родина
- Батько — Валентин Савич Шеболдаєв — купець 2ї гільдії
- Дружина — Марія Опанасівна Шеболдаєва
- Діти: сини Володимир та Ігор, донька Катерина
- Брати: Леонід, Василь, Данило, Микола, Петро.

## Організаційна та наукова діяльність
Василь Шеболдаєв дослідним шляхом відкрив найбільш придатний спосіб зберігання дренажів. Зокрема визначив, що це краще здійснювати у 90 % спирті після попереднього кип'ятіння у розчині хлориду ртуті.
Одним із перших в Російській імперії організовував регулярні профілактичні огляди школярів.
У березні 1881 року запропонував створення сезонних сільських дитячих ясел, що дало можливість селянам залишати немовлят під час жнив на догляд медичним працівникам. Така ініциатива була реалізована в Російській імперії вперше.

## Громадська діяльність
Василь Шеболдаєв був членом Товариства Чернігівських лікарів. Безкоштовно у вільний час навчав тих, хто бажав стати лікарем та підвищував кваліфікацію волосних фельдшерів.
Після переїзду до Чернігова знайшов кошти та організував Общину сестер милосердя ім. Св. Феодосія, яка займалась навчанням сестер милосердя.
Брав активну участь у розвитку періодичного видання, що піднімала питання земської медицини «Земский врач».
Ініціатор повітових та губернських з'їздів лікарів.
Неодноразово обирався до Конотопського повітового земства, як представник курії земельних власників. В свою чергу земство декілька разів делегувало лікаря до складу Чернігівського губернського земства.